# 浄福寺通
浄福寺通（じょうふくじどおり）は、京都市の南北の通りの一つ。船岡南通の建勲神社南参道から南へ、盧山寺通と寺之内通でそれぞれ鍵の手に折れて浄福寺門前を南へ竹屋町通まで至る。
ここでは南の延長にある坊城通（ぼうじょうどおり）についても併せて取り上げる。

## 概要
通りの名前の由来となった浄福寺は現在一条通上ルに存在するが、これは1615年（元和元年）に京都御所の今出川御門付近から移ってきたものである。通りの開通時期は不明であるが、この時に開通したという説もある。
もともと寺之内通から丸太町通までの通りであったが、二条城の西にあった京都刑務所が昭和に入り移転した後、竹屋町通まで延長された。北も船岡山の南麓まで伸びている。
住宅地の中を抜ける通りで、民家や商店が沿道には所在する。廬山寺通以南が一方通行の道で、寺之内通から今出川通までが北行き、残りの区間が南行きとなっている。

## 坊城通
坊城通（ぼうじょうどおり）は京都市の南北の通りの一つ。浄福寺通の南の延長にあたり、北は三条通から南は七条通まで至る。途中、松原通と万寿寺通の間は京都産業大学附属高校によって中断する。
平安京の坊城小路に相当する。この通りは朱雀大路の東隣の南北路であり、朱雀大路に面するように坊城（南北の通りに作られる垣）が設けられていたためにこの名前となった。
通りは壬生の中心を通り抜けている。仏光寺通上ルには新選組や壬生狂言で知られる壬生寺があり、観光客が多く訪れ賑わう。また南に下がって花屋町通界隈には、花街の一つである島原が存在したが、現在は一部の遺構を残して住宅地となっている。
沿道はおおむね住宅や商店が並び、通りの北端近くにはUR都市機構の賃貸住宅も並ぶ。道幅は狭く、三条通‐後院通間のごく短い区間を除いて北行きの一方通行となっている。

## 沿道の主な施設

### 浄福寺通
- 船岡山（船岡山公園）
  - 建勲神社
- 本空山無量壽院称念寺（猫寺） – 寺之内通上ル
- 織成舘 – 上立売通上ル
- 惠照山淨福寺（二十五大寺、赤門、赤門寺、村雲寺、念仏三昧堂） – 一条通上ル
- 智照山慧光寺 – 一条通上ル
- 京都市立正親小学校 – 仁和寺街道
- 京都市立二条城北小学校 – 椹木町通

### 坊城通
- 京都市立朱雀第一小学校
- （山号なし）壬生寺（心浄光院宝憧三昧寺、壬生地蔵、壬生さん） – 仏光寺通上ル
- 鳳翔山新徳禅寺 – 同上
- 京都産業大学附属中学校・高等学校 – 松原通
- 京都市立光徳小学校 – 万寿寺通下ル
- 京都市中央卸売市場第一市場
- 島原大門 – 花屋町通東入ル